# Mommie Dearest
Mommie Dearest (en España, Queridísima mamá; en Hispanoamérica, Mamita querida) es una película estadounidense de drama biográfico de 1981 sobre la vida de la actriz Joan Crawford, dirigida por Frank Perry y protagonizada por Faye Dunaway, Mara Hobel y Diana Scarwid. La película fue adaptada para la pantalla por Robert Getchell, Tracy Hotchner, Frank Perry y Frank Yablans, y fue distribuida por Paramount Pictures, el único de los estudios de cine majors para el que Crawford nunca había aparecido en un largometraje. Se inspira en la novela homónima escrita por Christina Crawford, hija adoptiva de Joan Crawford. Los productores ejecutivos fueron el esposo de Christina, David Koontz, y Terry O'Neill, el entonces novio y futuro esposo de Dunaway
La historia se centra en la relación entre la leyenda del cine Joan Crawford y su hija adoptiva, Christina. La imagen de Joan se vio seriamente afectada por esta película, que puso de relieve su personalidad de madre cruel que es más que una estrella de cine de Hollywood. Dividida entre su público y su vida privada, Joan Crawford era una gran actriz y madre atormentada. 
La mujer pública era fuerte, sensual, y admirable, pero también revela la otra cara oculta de la estrella: la de una mujer sola, que vive el mal de no poder ser madre, después de haber adoptado a un niño y tratar de sobrevivir a una película devastadora. Su rabia, su desesperación, su descenso terrible en el infierno del alcohol y la violencia en la relación con su hija son muy retratados en esta película inolvidable.
La película fue un éxito comercial, recaudando más de $19 millones en Norteamérica, con un presupuesto de $10 millones. A pesar de recibir críticas, en su mayoría negativas, por parte de los críticos, el extraño guion de la película y la actuación altamente cargada, particularmente la de Dunaway, han traído seguidores de culto a la película como una "comedia no intencional".  Fue nominada a nueve Razzies en los 2nd Golden Raspberry Awards , y "ganó" cinco, incluyendo Peor Película.

## Argumento
Joan Crawford es una actriz impulsiva y compulsivamente limpia que intenta controlar la vida de quienes la rodean con tanta fuerza como se controla a sí misma. Para prepararse para trabajar en la MGM Studios, se levanta a las 4:00 a. m., se frota el rostro y los brazos con jabón y agua hirviendo antes de sumergir su cara en un recipiente con agua de hamamelis y hielo para cerrar los poros. Cuando Helga, una nueva sirvienta, piensa que la sala de estar de Joan está impecable, Joan encuentra un detalle menor que pasó por alto y pierde los estribos.
Joan está en una relación con el abogado de Hollywood Gregg Savitt, pero su carrera está en declive. A pesar de querer un bebé, no puede quedar embarazada; siete embarazos cuando estaba casada con el actor Franchot Tone terminaron en abortos espontáneos. Cuando se le niega una solicitud de adopción, solicita la ayuda de Gregg para conseguir un bebé. Joan adopta a una niña, Christina, y luego a un niño, Christopher. Joan colma a Christina de atenciones y lujos, como una extravagante fiesta de cumpleaños, pero también impone un código de negación y disciplina. Cuando Christina recibe una lluvia de regalos de cumpleaños, Joan le permite elegir solo uno para quedarse y dona el resto a la caridad.
Cuando Christina se rebela contra su madre, surgen enfrentamientos. En una ocasión, Joan adelanta a Christina en una carrera de piscina y se ríe de ella; cuando Christina reacciona con enojo, Joan se enfurece y la encierra en la pequeña casa de la piscina. Más tarde, cuando Joan descubre a Christina usando su maquillaje e imitándola, se ofende y corta cruelmente mechones de cabello de Christina para humillarla.
A Joan le molesta la lealtad de Gregg al jefe del estudio Louis B. Mayer y discute con Gregg después de una cena en el restaurante Perino's. Joan, luego de haber bebido varios vasos de vodka, le tira un trago a la cara a Gregg después de que él le dice que se está haciendo vieja. Después de que él rompe con Joan, ella lo elimina de las fotos, cortándolas con una tijera. Cuando Mayer obliga a Joan a dejar MGM después de que los dueños de los cines la calificaran de "veneno de taquilla ", ella corta su preciado jardín de rosas con un par de tijeras de jardinería grandes, y con un hacha derriba el árbol que se encontraba en medio.
Joan encuentra los vestidos caros de Christina colgando de perchas de alambre, lo que Joan prohíbe. Enfurecida, Joan arranca los vestidos del armario de Christina, los tira por toda la habitación y golpea a Christina con la percha de metal mientras chilla. Joan declara que el piso del baño, limpio y reluciente, está sucio, lo cubre con polvo de limpieza antes de golpear a Christina en la espalda con la lata y gritarle que lo limpie.
Joan envía a Christina a la escuela Chadwick. Años más tarde, cuando una adolescente Christina es atrapada en una posición comprometedora con un chico Joan, colérica, la saca de la escuela y la lleva a casa. Barbara Bennett, una reportera de Redbook, está escribiendo un artículo sobre la vida hogareña de Joan. Después de que Joan miente sobre Christina y dice que la expulsaron, Christina la confronta frente al reportero. Joan abofetea a Christina dos veces en la cara. Después de que Joan le pregunta a Christina por qué nunca la felicitó como madre, Christina se entera del plan de adopción que Joan hizo para tenerla como hija. y grita que ella no es una de las fans de Joan. Joan derriba a Christina al suelo y la estrangula, derribando una lámpara en el proceso, lo que hace que Christina se retuerza desesperadamente hasta que Carol Ann y Barbara intervienen, evitando que Joan la asesine.
Joan envía a Christina a la Academia del Sagrado Corazón de Flintridge, donde no se le permite ningún contacto con el mundo exterior. Joan se casa con Alfred Steele, CEO de Pepsi Cola, mudándose a la ciudad de Nueva York, a la par que lo presiona para que asuma una gran deuda para financiar su lujoso estilo de vida. Después de su muerte, la junta intenta obligarla a renunciar, pero Joan los obliga a dejarla conservar su puesto amenazándolos con condenar públicamente a Pepsi.
Después de graduarse de Flintridge, Christina alquila un apartamento en Manhattan, donde actúa en una telenovela. Cuando Christina es hospitalizada por un tumor de ovario, su madre visiblemente borracha la reemplaza temporalmente en el programa. Joan muere de cáncer en 1977, después de lo cual Christina y Christopher se enteran de que su madre los ha desheredado a ambos. Cuando Christopher dice que su madre ha logrado tener la última palabra, Christina lo cuestiona.

## Reparto
- Faye Dunaway: Joan Crawford.
- Diana Scarwid: Christina Crawford.
- Mara Hobel: Christina Crawford (niña).
- Steve Forrest:  Greg Savitt.
- Howard Da Silva: Louis B. Mayer
- Rutanya Alda: Carol Ann.
- Harry Goz: Alfred Steele.
- Michael Edwards: Ted Gelber.
- Jocelyn Brando: Barbara Bennett.
- Priscilla Pointer: Mrs. Chadwick
- Xander Berkeley: Christopher Crawford.
- Jeremy Scott Reinbolt: Christopher Crawford (niño).
- Belita Moreno: Belinda Rosenberg.
- Alice Nunn: Helga.

## Producción
Según Dunaway, el productor Frank Yablans le prometió en el proceso de casting que deseaba interpretar a Joan Crawford de una manera más moderada que en el libro de Christina Crawford. Al asegurar los derechos del libro, el esposo de Christina, David Koontz, recibió el crédito de productor ejecutivo, aunque no tenía experiencia en la producción de películas. Dunaway también exigió que su propio esposo, el fotógrafo Terry O'Neill, recibiera un crédito de productor para que pudiera defenderla en el set. Según Yablans, los dos maridos se pelearon por la interpretación de Dunaway de Crawford: "Tenía que lidiar con dos maridos, David me estaba volviendo loco porque Faye estaba tratando de "desinfectar" a Joan, y Terry estaba preocupado de que estuviéramos empujando a Faye demasiado lejos y creando un monstruo". 
En 2015, la actriz Rutanya Alda (Carol Ann) publicó un libro de memorias detrás de escena, que detalla la realización de la película, The Mommie Dearest Diary: Carol Ann Tells All. En él, describe la dificultad de trabajar con Dunaway, cuyo método para interpretar a Joan pareció absorberla y dificultarla para el elenco y el equipo. En una entrevista con el Bay Area Reporter, Alda declaró: "La gente despreciaba a Faye... porque era grosera con la gente. Todo el mundo estaba nervioso cuando ella trabajaba y se relajaba cuando no lo hacía". Alda describió el proceso de actuar junto a Dunaway de manera muy desfavorable al afirmar que manipuló al director para privar a los otros actores de tiempo frente a la pantalla y requirió que los miembros del elenco le dieran la espalda cuando no estaban en la toma para que ella no tuviera audiencia. También afirmó que Dunaway estaba "fuera de control" mientras filmaba la escena en la que Joan ataca a Christina frente a la reportera Barbara Bennet (Jocelyn Brando) y Carol Ann tiene que sacarla. Alda recibió un fuerte golpe en el pecho y fue derribada varias veces, inclusive cortándose con los vidrios rotos de la lámpara; mientras que Jocelyn Brando, quien de acuerdo al guion tenía que ayudar a Alda a sacar a Dunaway de Diana Scarwid, se negó a acercarse a ella por temor a resultar herida. 

## Recepción y crítica

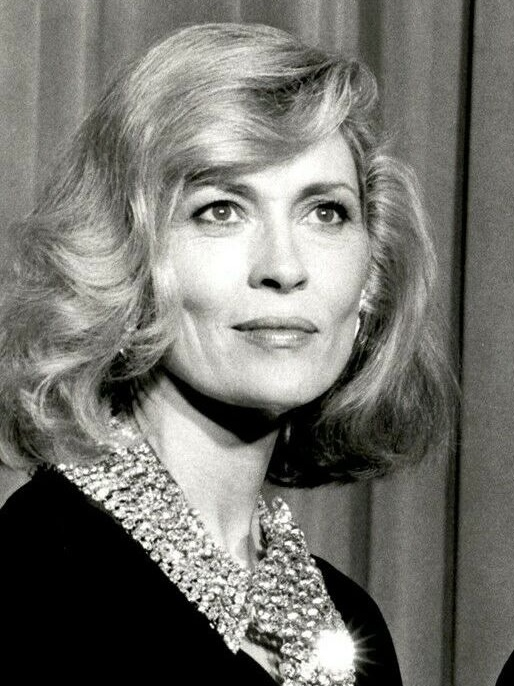
Faye Dunaway se encargó de interpretar a la diva de Hollywood, Joan Crawford. Sin embargo, por su actuación en el filme, recibió duras críticas que le valieron recibir el premio Razzie a peor actriz en 1981.

En Rotten Tomatoes, la película tiene un índice de aprobación del 50% según 46 reseñas, con una calificación promedio de 5.6/10. El consenso de los críticos del sitio web afirma: "Mommie Dearest ciertamente no carece de convicción, y tampoco la legendaria actuación de Faye Dunaway como un monstruo que maneja cables; desafortunadamente, la película es demasiado cursi e indisciplinada para trascender el placer culpable". En Metacritic, la película tiene una puntuación media ponderada de 55 sobre 100, basada en 13 críticos, lo que indica "críticas mixtas o medias". 
Roger Ebert abrió su reseña de una estrella con: "No puedo imaginar quién querría someterse a esta película", calificándola de "incansablemente deprimente, con ningún propósito de drama o entretenimiento, sino solo para deprimir. Me dejó sintiéndome espeluznante". 
Acerca de la actuación de Dunaway, Variety dijo: "Dunaway no mastica el paisaje. Dunaway comienza prolijamente en cada rincón del set, en cada escena y se lo traga entero, coprotagonistas y todo". 
Vincent Canby, de The New York Times, la calificó como "una película extremadamente extraña", pero "una película peculiarmente atractiva, que puede ir de lo ridículo a lo sublime y viceversa en una sola escena, a veces en un solo discurso". 
Gene Siskel, del Chicago Tribune, le dio a la película dos estrellas y media de cuatro y escribió: "Mommie Dearest no es una mala película, es más una historia incompleta", porque el guion "no importa lo suficiente como para intentar una respuesta reflexiva a la pregunta más obvia de todas: ¿por qué? ¿Por qué Joan Crawford castigó a su hija adoptiva con palizas y aislamiento? ¿Por qué Joan Crawford obligó a su hijo adoptivo a usar, de hecho, un arnés para amarrarlo en la cama? no creas que puedes mostrar un comportamiento tan extraordinario en una película sobre una persona famosa y no ofrecer algunas respuestas. Simplemente no es un cine responsable, tanto intelectual como dramáticamente". 
Kevin Thomas, de Los Angeles Times, escribió que Faye Dunaway "es una excelente Joan Crawford", pero la película "parece una parodia flácida de una mala película de Crawford. Cuando la Crawford de Dunaway, que es un volcán hirviente de emociones, finalmente entra en erupción, el efecto es risible, en lugar de aterrador o patético, tan pálida es la imagen. Mommie Dearest es, en el mejor de los casos, cursi, y en el peor, simplemente laborioso". 
Pauline Kael declaró que Faye Dunaway dio "una actuación sorprendente y feroz", y agregó: "Dunaway presenta estas escenas de terror del campamento, aullando '¡No hay perchas de alambre!' y llorando mientras inflexiona 'Tina, tráeme el hacha' con los tonos más allá de la cripta del pecho de un bajo profundo, pero también inviste al papel con tanto poder y sufrimiento que estas escenas trascienden lo camp". 
Gary Arnold de The Washington Post escribió, "uno no envidia a los guionistas obligados a piratear una continuidad coherente y jugable a partir de la cronología complicada y el psicoanálisis simple que obstruye el libro. Es una fuente trampa, y hay intermitentes, signos tanto de habilidad como de cautela en los cineastas... Pero una vez que empiezan las cosas feas, toda esa preparación metódica y el deseo de ser justos pierde sentido. La película está comprometida con un revolcón exhibicionista prolongado y no puede escapar de las consecuencias basura". 
Christina Crawford, la escritora de las memorias en las que se basa el libro, no participó en la realización de la película y denunció la película como "grotesca" y una obra de ficción, afirmando específicamente que Joan nunca cortó un árbol con un hacha, o golpearla con una percha de alambre como se muestra en la película. 
Entre reseñas retrospectivas, Slant Magazine otorgó a la película cuatro estrellas en la edición del 31 de mayo de 2006.  Además, Dennis Price escribió: "Faye Dunaway interpreta a Joan Crawford con un parecido tan escalofriante que casi no es natural" en su evaluación de la película para DVD Review.
Aproximadamente un mes después del lanzamiento, Paramount se dio cuenta de que la película se estaba ganando una reputación en la taquilla como una comedia no intencional y cambió su publicidad para reflejar su nuevo estado de camp, proclamando: "¡Conozca a la MADRE más grande de todas!" 